# 張雲路 (嘉靖進士)
張雲路（1509年—？），字伯登，號复贞，山西澤州高平縣人，軍籍，明朝政治人物。

## 生平
嘉靖十六年（1537年）丁酉科山西鄉試第十二名舉人，嘉靖二十六年（1547年）中式丁未科會試第二百名，三甲第九十一名進士。户部觀政，授行人司行人，选授四川道御史，出为歸德府知府。

## 家族
曾祖張廒；祖父張子能；父張壘，母范氏。子张士杰。